# Український Рокабільний Фронт
Перший український рокабільний фронт — це збірка українських гуртів, видана у 1998 році.

## Композиції
1. «Пике Над Карпатами» («Ot Vinta»)
2. «I Don't Need More» («Shakin' Guts»)
3. «Golden Rain» («Брем Стокер»)
4. «Fisher's Song» («Tomato Juice»)
5. «Tram In Lunacy» («Mad Heads»)
6. «Night Cadillac» («Non Stop»)
7. «Zombie Jive» («Freno De Pedales»)
8. «Gold Ice Lady» («Shakin' Guts»)
9. «Motopsyho» («Freno De Pedales»)
10. «C'mon Everybody» («Rockland Ladies»)
11. «Undertaker's Party» («Mad Heads»)
12. «Ти Казала У Неділю Будем Слухать Рокабілі» («Ot Vinta»)
13. «Black Parabellum» («Tomato Juice»)
14. «Come And Be Mine» («Mad Heads»)
15. «Let» («Брем Стокер»)
16. «Turn Around» (jam «Mad Heads» & Front)